# Bobotov Kuk
Der Bobotov Kuk ist mit 2522 m der höchste Berg des Durmitormassivs. Offiziell wird er damit auch als höchster Gipfel Montenegros geführt, da die geringfügig höheren Gipfel des Zla Kolata (Maja Kolac) mit 2534 m und des Maja Rosit mit 2528 m im Prokletije-Massiv bereits die Grenze zu Albanien bilden.